# 1934 год в кино

## Фильмы

### Мировое кино
- «Аталанта»/L' Atalante, Франция (реж. Жан Виго)
- «История о плывущих водорослях»/浮草物語, Япония (реж. Ясудзиро Одзу)
- «Клеопатра»/Cleopatra, США (реж. Сесил Блаунт де Милль)
- «Одна ночь любви»/One Night of Love, США (реж. Виктор Шертцингер)
- «Последний миллиардер»/Le Dernier milliardaire, Франция (реж. Рене Клер)
- «Сёстры-близнецы»/姊妹花, Китайская Республика (реж. Чжэн Чжэнцю)
- «Тарзан и его подруга»/Tarzan and His Mate, США (реж. Седрик Гиббонс, Джек Конуэй, Джеймс С. МакКэй)
- «Тонкий человек»/The Thin Man, США (реж. В. С. ван Дайк)
- «Человек, который слишком много знал»/The Man Who Knew Too Much, Великобритания (реж. Альфред Хичкок)
- «Это случилось однажды ночью»/It Happened One Night, США (реж. Фрэнк Капра)

### Советское кино

#### Художественно-игровое кино

##### Фильмы БССР
- Поручик Киже (реж. Александр Файнциммер).

##### Фильмы ЗСФСР

###### Азербайджанская ССР
- Исмет (реж. Микаил Микаилов).

##### Фильмы РСФСР
- «Весёлые ребята», (реж. Григорий Александров)
- «Гармонь», (реж. Игорь Савченко)
- «Марионетки», (реж. Яков Протазанов, Порфирий Подобед)
- «Пастух и царь», (реж. Александр Ледащев)
- «Пышка», (реж. Михаил Ромм)
- «Разбудите Леночку», (реж. Антонина Кудрявцева)
- «Чапаев», (реж. Братья Васильевы)
- «Частная жизнь Петра Виноградова», (реж. Александр Мачерет)
- «Юность Максима», (реж. Григорий Козинцев и Леонид Трауберг)

#### Документальное кино
- Три песни о Ленине (реж. Дзига Вертов).

#### Мультипликационные фильмы
- «Весёлая Москва (Необычайные похождения Фанфарона Барансона и щенка Биплана)», (режиссёр и художник: Ольга Ходатаева. Чёрно-белый, сферический.

## Знаменательные события
Снят первый советский музыкальный фильм «Гармонь».

## Персоналии

### Родились
- 16 января — Василий Лановой, советский и российский актёр, Народный артист СССР.
- 19 января — Константин Обрешков, болгарский кинорежиссёр и сценарист (ум. 1981).
- 20 января — Том Бейкер, британский актёр.
- 28 января — Эдуард Гаврилов, советский кинорежиссёр и сценарист (ум. 2000).
- 2 февраля — Отар Иоселиани (ум. 2023), грузинский, французский режиссёр и сценарист.
- 11 февраля — Иван Терзиев, болгарский кинорежиссёр.
- 13 февраля — Джордж Сигал, американский актёр.
- 18 февраля — Резо Эсадзе, советский грузинский актёр, сценарист и кинорежиссёр.
- 9 марта — Михай Волонтир, советский и молдавский актёр театра и кино, Народный артист СССР (ум. 2015).
- 26 марта — Алан Аркин, американский актёр, лауреат премии «Оскар».
- 24 апреля — Ширли Маклейн, американская актриса и писательница, лауреат премии «Оскар».
- 4 мая — Татьяна Самойлова, советская и российская актриса театра и кино, Народная артистка РФ, лауреат Каннского фестиваля (ум. 2014).
- 26 мая — Отар Абесадзе, грузинский советский кинорежиссёр и сценарист (ум. 1980).

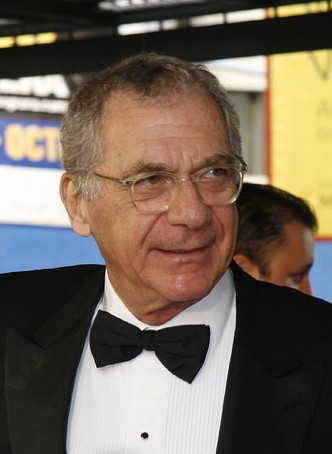
Сидни Поллак

- 30 июня — Инна Ульянова, советская и российская актриса театра и кино, Заслуженная артистка РСФСР (ум. 2005).
- 1 июля — Сидни Поллак, американский кинорежиссёр, актёр и продюсер, лауреат премии «Оскар» (ум. 2008).
- 15 июля — Ристо Ярва, финский кинорежиссёр, сценарист, монтажёр, кинопродюсер, актёр и оператор (ум. 1977).
- 19 июля — Александо Ширвиндт, советский и российский актёр, театральный режиссёр, сценарист, педагог, телеведущий, Народный артист РСФСР.
- 16 августа — Пьер Ришар, французский киноактёр и режиссёр.
- 30 августа — Анатолий Солоницын, советский актёр театра и кино (ум. 1982).
- 20 сентября — Софи Лорен, итальянская актриса и певица, лауреат премии «Оскар».
- 26 сентября — Олег Басилашвили, советский и российский актёр театра и кино, Народный артист СССР.
- 27 сентября — Уилфорд Бримли, американский актёр.
- 28 сентября — Брижит Бардо, французская киноактриса и фотомодель.
- 4 октября — Мирча Албулеску, румынский актёр театра и кино (ум. 2016).
- 6 октября — Эдуард Бредун, советский актёр театра и кино (ум. 1984).
- 14 октября — Михаил Козаков, советский и российский актёр театра и кино, режиссёр, Народный артист РСФСР (ум. 2011).
- 22 октября — Георгий Юнгвальд-Хилькевич, советский и российский кинорежиссёр, сценарист, актёр (ум. 2015).
- 28 ноября — Дая Смирнова, советская и российская актриса кино, журналист, киновед (ум. 2012)
- 30 ноября — Вячеслав Невинный, советский и российский актёр театра и кино, Народный артист СССР (ум. 2009).
- 8 декабря — Алиса Фрейндлих, советская и российская актриса театра и кино, Народная артистка СССР.
- 9 декабря — Дежё Гараш, венгерский актёр театра, кино и телевидения.
- 23 декабря — Наталья Фатеева, советская и российская актриса театра и кино.
- 28 декабря — Мэгги Смит, британская актриса, двукратный лауреат премии «Оскар».

### Скончались
- 21 марта — Лилиан Тэшман, американская актриса (род. 1896).
- 8 июня — Дороти Делл, американская актриса, модель и певица (род. 1915).
- 28 июля — Мари Дресслер, канадо-американская актриса, лауреат премии «Оскар» (род. 1868).